# Bundeswehrkrankenhaus Ulm
Das Bundeswehrkrankenhaus Ulm ist ein Krankenhaus auf dem Ulmer Eselsberg und ist eines von fünf Bundeswehrkrankenhäusern. Es wurde 1968 gegründet und ist seit dem 1. April 2007 das einzige in Süddeutschland verbliebene Bundeswehrkrankenhaus. Seit 2013 untersteht die Dienststelle dem Kommando Sanitätsdienst der Bundeswehr in Koblenz.

Es ist im Krankenhausplan des Landes Baden-Württemberg mit 323 Betten verankert, die für die stationäre Behandlung von zivilen Patienten zur Verfügung stehen. Insgesamt verfügt die Klinik über 496 Betten laut StAN. Die Klinik ist zudem Akademisches Krankenhaus der benachbarten Universität Ulm und damit in die Ausbildung von Medizinstudierenden eingebunden.

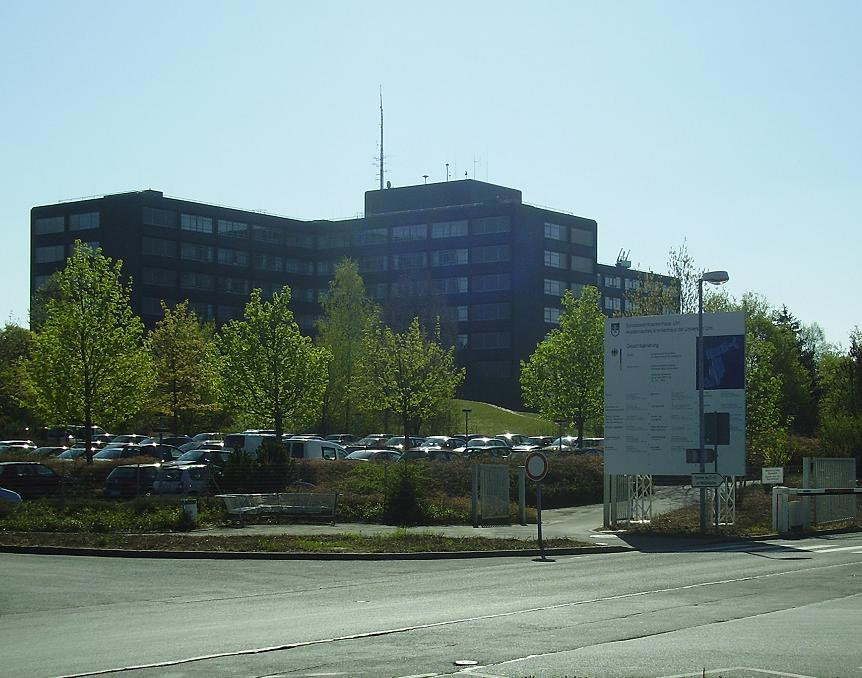
Bundeswehrkrankenhaus Ulm

## Geschichte

### Planung und Bau
Die Planungen für den Bau eines weiteren Bundeswehrkrankenhauses im süddeutschen Raum (neben den damals bereits bestehenden BwKrhs Amberg, Kempten und Wildbad) gehen auf die Anfänge der 1960er Jahre zurück. So stellte die Bundeswehr 1964 dem Land Baden-Württemberg zwar Grundstücke für den bevorstehenden Bau der Universität Ulm auf dem Oberen Eselsberg zur Verfügung, nicht jedoch ohne sich dabei eine Fläche von rund 20 Hektar für den Bau eines Bundeswehrkrankenhauses vorzuhalten.
Am 2. Januar 1968 begann Oberstarzt Friedrich Wilhelm Ahnefeld gemeinsam mit zwei Krankenpflegern, zwei Krankenschwestern und einem Medizinisch-technischen Assistenten mit der Einrichtung einer anästhesiologischen Abteilung, mangels eigener Räumlichkeiten noch in der Frauenklinik des Universitätsklinikums Ulm untergebracht. Ahnefeld wurde zudem zum ersten Chefarzt des Bundeswehrkrankenhauses ernannt. Noch im gleichen Jahr wurde eine ständige Kommission zur weiteren Krankenhausplanung eingerichtet, der Vertreter des Bundeswehrkrankenhauses, der Universität Ulm, des Kultusministeriums Baden-Württemberg und des Bundesverteidigungsministeriums angehörten.
Die bauliche Gestalt des Bundeswehrkrankenhauses wurde ab 1971 geplant, die ersten Bauarbeiten begannen mit der Grundsteinlegung am 26. November 1974. Die Baugrube war damals die größte Süddeutschlands. Dies lag vor allem am 2010 endgültig geschlossenen Schutzbunker unter den Gebäuden, welcher im Kriegsfall bis zu 2000 Menschen Schutz bieten sollte. Bis in 20 Meter Tiefe waren Operationssäle, Entgiftungsgeräte, Desinfektionsschleusen, Behandlungsräume, Notstromaggregate und technische Klinik-Einrichtungen – verteilt auf 270 Räume – vorhanden, ebenso die entsprechenden Lebensmittelvorräte für 90 Tage. Nach rund sechsjähriger Bauzeit wurde im Jahr 1980 der klinische Betrieb im neuen Krankenhausbau mit damals noch 620 Betten aufgenommen.
Zugunsten von Ulm wurde im gleichen Jahr das Bundeswehrkrankenhaus Kempten geschlossen.

### Bombendrohung 2007
Am 16. Juli 2007 musste das Bundeswehrkrankenhaus aufgrund einer Bombendrohung evakuiert werden. Ein männlicher Anrufer mit offensichtlich stark ausländischem Akzent hatte gegen 13 Uhr gegenüber einer Lokalzeitung angekündigt, nach Ablauf von zwei Stunden insgesamt sieben von ihm in dem Gebäude verteilte Sprengsätze zur Detonation zu bringen. Da für die Klinikleitung aufgrund verschiedener Umstände, beispielsweise des zunehmenden Einsatzes der Bundeswehr im Ausland, die Ernsthaftigkeit der Drohung nicht auszuschließen war, wurde eine sofortige Räumung des Krankenhauses eingeleitet. Die zu diesem Zeitpunkt rund 600 Patienten und 800 Mitarbeiter wurden größtenteils in das benachbarte RKU und in eine ebenfalls nahe gelegene Sporthalle evakuiert. Die Patienten der beiden Intensivstationen wurden teilweise auch in weiter entfernte Krankenhäuser in Baden-Württemberg und Bayern verlegt. Im Anschluss durchsuchten Einsatzkräfte der Polizei und der Feldjäger mit rund 50 Sprengstoffspürhunden das Gebäude. Gegen 19:30 Uhr erklärten die Behörden das Klinikgebäude für frei von Sprengsätzen und gaben es für die Rückführung der Patienten frei, die gegen 23 Uhr abgeschlossen werden konnte.

### Generalsanierung
Seit 2007 finden im Rahmen einer Generalsanierung am und um das Bundeswehrkrankenhaus Ulm verschiedene Umbau-, Neubau- und Instandsetzungsmaßnahmen mit einem Gesamtvolumen von mehr als 100 Millionen Euro statt. Die Sanierung umfasst unter anderem die Erneuerung der Haustechnik (abgeschlossen 2009), den Bau einer neuen zentralen Notaufnahme (2011) und eines neuen OP-Traktes (2013), die Renovierung und Neugestaltung des Bettenhochhauses (zwischen 2007 und 2015), die Erweiterung des Klinikgeländes um eine Kindertagesstätte, die Neugestaltung des Eingangsbereichs sowie den Bau einer Rettungswache und eines neuen Hubschrauberlandeplatzes. Mit der endgültigen Fertigstellung aller Bauarbeiten ist erst im Laufe der 2020er-Jahre zu rechnen.

## Medizinische Abteilungen
- Klinik für Innere Medizin (I)
- Klinik für Allgemein-, Viszeral- und Thoraxchirurgie (II)
- Klinik für Gefäßchirurgie und Endovaskuläre Chirurgie
- Klinik für Dermatologie, Venerologie und Allergologie (III)
- Klinik für Augenheilkunde (IV)
- Klinik und Poliklinik für Hals-, Nasen- und Ohrenheilkunde (V)
- Klinik für Psychiatrie, Psychotherapie und Psychotraumatologie (VI)
- Klinik für diagnostische und interventionelle Radiologie und Neuroradiologie (VIII)
- Klinik und Poliklinik für Neurologie (IX)
- Klinik für Anästhesiologie, Intensivmedizin, Notfallmedizin und Schmerztherapie (X)
- Urologische Klinik (XI)
- Abteilung Neurochirurgie (XII)
- Institut für Pathologie und Molekularpathologie (XIII)
- Klinik für Unfallchirurgie und Orthopädie, Septische und Rekonstruktive Chirurgie, Sporttraumatologie (XIV)
- Klinik für Nuklearmedizin (XV)
- Abteilung Labormedizin (XVI)
- Abteilung Zahnmedizin (XXI)
- Klinik für Mund-, Kiefer- und plastische Gesichtschirurgie
- Krankenhausapotheke (XXIV)

## Luftrettungszentrum Ulm

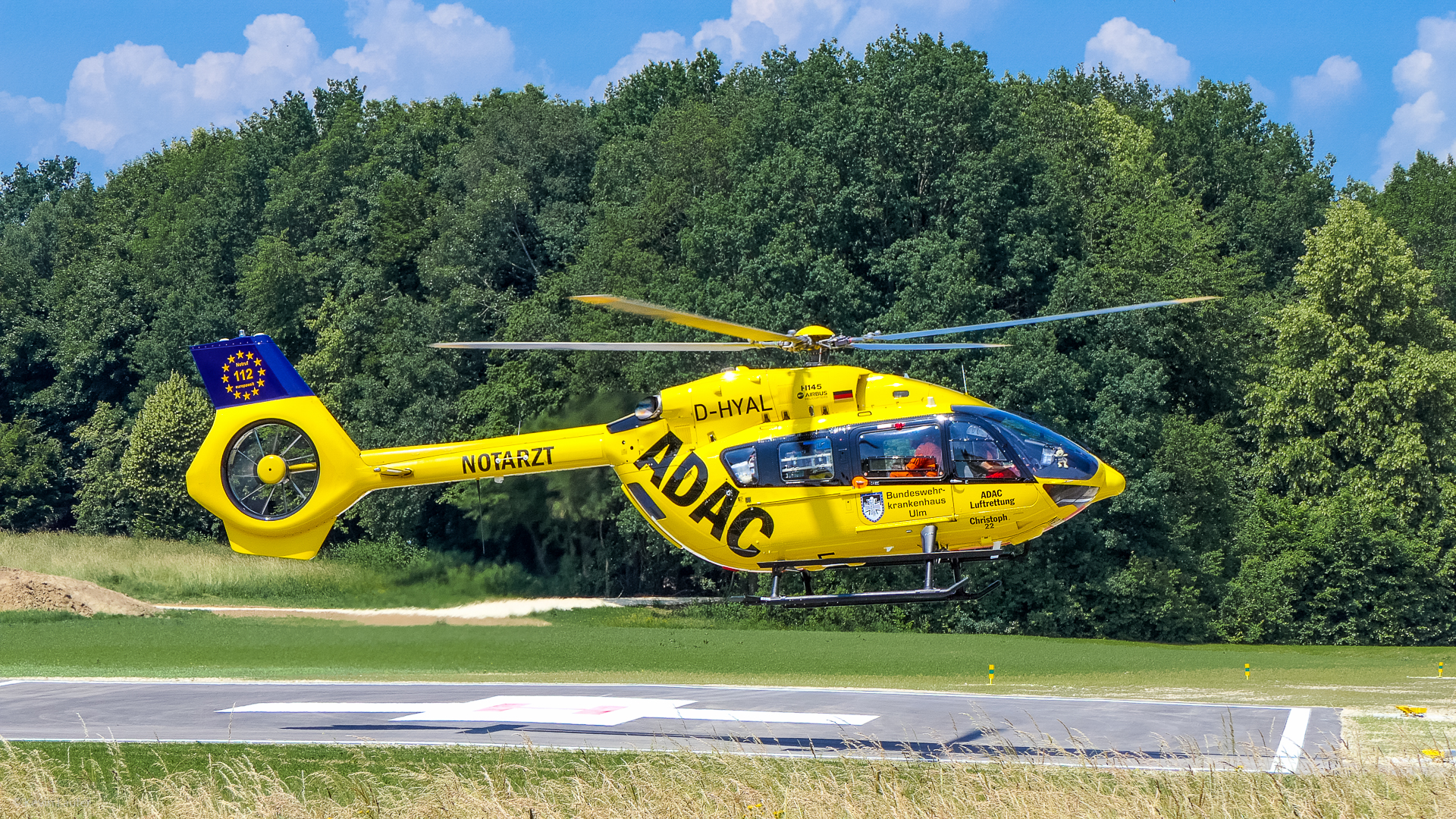
Die ehemalige Stammmaschine von Christoph 22 am LRZ Ulm, eine H145 D-2 mit der Kennung D-HYAL.

Von 1971 bis 2003 war am Krankenhaus Ulm ein SAR-Hubschrauber des Lufttransportgeschwaders 61 vom Typ Bell UH-1D mit dem Rufnamen SAR 75 im Einsatz, der nach dem Münchner Christoph 1 das zweite notarztbesetzte Luftrettungsmittel der zivilen Luftrettung in Deutschland war. Zum 1. April 2003 wurde der Rettungshubschrauber SAR 75 durch eine Maschine der ADAC Luftrettung ersetzt, die den Namen Christoph 22 erhielt. Seitdem wird der Betrieb im Rahmen der zivil-militärischen Zusammenarbeit gemeinsam von ADAC und Bundeswehr sichergestellt. Hubschrauber und Pilot werden vom ADAC gestellt, Notarzt und Notfallsanitäter bzw. HEMS Crew Member weiterhin vom Bundeswehrkrankenhaus.
Von April 2003 bis Januar 2016 war als Stammmaschine am BwKrhs Ulm eine BK-117 B2 mit der Kennung D-HBND (Baujahr: 1985) im Einsatz. Am 23. Mai 2015 wurde diese zunächst vorübergehend und im Januar 2016 endgültig außer Dienst gestellt und nach Neuseeland verkauft. Neue Stammmaschine für Christoph 22 sollte ab 2017 eine Airbus Helicopters H145 T2 werden. In der Zwischenzeit flog vom Luftrettungszentrum Ulm eine BK-117 C1 mit der Kennung D-HLIR als Christoph 22, die vom Rettungszentrum Christoph Murnau übernommen wurde. Im Dezember 2017 kam zum ersten Mal eine neue H145-Maschine zum Einsatz. Die offizielle Indienststellung der neuen H145-Stammmaschine für Christoph 22 (Kennung: D-HYAL) erfolgte am 28. Mai 2018.

## Nichtakademische Ausbildung
In der Liegenschaft befindet sich seit dem 1. Januar 2006 eine der Lehrgruppe B der Sanitätsakademie der Bundeswehr unterstellte Fachschule für Rettungsdienst zur Ausbildung von Einsatzsanitätern und der Fort- und Ausbildung von Rettungsassistenten und Notfallsanitätern der Bundeswehr. Zum 1. Oktober 2015 hat auch eine Schule für Gesundheits- und Krankenpflege am Bundeswehrkrankenhaus ihren Betrieb aufgenommen. Die Schule bestand bereits seit dem Jahr 1985, war zwischenzeitlich geschlossen worden und wurde jetzt wieder errichtet. Beginnend mit 15 Plätzen für die Ausbildung zum Gesundheits- und Krankenpfleger, sollte die Schule bis 2018 auf 75 Ausbildungsplätze aufwachsen.

## Chefärzte
| Nr. | Name                       | Beginn der Berufung | Ende der Berufung  | Dienstgrad  |
| --- | -------------------------- | ------------------- | ------------------ | ----------- |
| 1   | Friedrich Wilhelm Ahnefeld | seit Planung        | 1972               | Oberstarzt  |
| 2   | Bernhard Stolze            | 1972                | 1978               | Oberstarzt  |
| 3   | Johann-Friedrich Borkowski | 1978                | 1982               | Oberstarzt  |
| 4   | Claus Kalbitzer            | 1982                | März 1987          | Oberstarzt  |
| 5   | Siegfried Spahn            | April 1987          | März 2001          | Generalarzt |
| 6   | Gerd Karl-Philipp Wallner  | April 2001          | März 2006          | Generalarzt |
| 7   | Erika Franke               | April 2006          | September 2009     | Generalarzt |
| 8   | Erhard Grunwald            | September 2009      | Mai 2013           | Generalarzt |
| 9   | Armin Kalinowski           | Mai 2013            | November 2016      | Generalarzt |
| 10  | Ralf Hoffmann              | November 2016       | Januar 2020        | Generalarzt |
| 11  | Hans-Ulrich Holtherm       | Januar 2020         | April 2020         | Generalarzt |
| 12  | Jörg Ahrens                | April 2020          | April 2023         | Generalarzt |
| 13  | Johannes Backus            | 6. April 2023       | 30. September 2024 | Generalarzt |
| 14  | Benedikt Friemert          | 22. November 2024   |                    | Generalarzt |